# Liste der Naturdenkmale in Neckarsulm
| Naturdenkmale | Anzahl |
| ------------- | ------ |
| FND           | 4      |
| END           | 4      |
| Gesamt        | 8      |

Die Liste der Naturdenkmale in Neckarsulm nennt die verordneten Naturdenkmale (ND) der im baden-württembergischen Landkreis Heilbronn liegenden Stadt Neckarsulm. In Neckarsulm gibt es insgesamt acht als Naturdenkmal geschützte Objekte, davon vier flächenhafte Naturdenkmale (FND) und vier Einzelgebilde-Naturdenkmale (END).
Stand: 1. November 2016.

## Flächenhafte Naturdenkmale (FND)
| Name                                                      | Bild | Kennung     | Einzelheiten | Position | Fläche Hektar | Datum         |
| --------------------------------------------------------- | ---- | ----------- | ------------ | -------- | ------------- | ------------- |
| Biberacher Hohle                                          | BW   | 81250650005 | Neckarsulm   | ⊙        | 0,4           | 18. Juli 1986 |
| Hohlweg im Gewann Stöckich                                | BW   | 81250650008 | Neckarsulm   | ⊙        | 0,1           | 29. Apr. 2010 |
| Hüttberg-Hohle                                            | BW   | 81250650002 | Neckarsulm   | ⊙        | 0,8           | 18. Juli 1986 |
| Weinbergstrockenmauern an den Steillagen des Scheuerbergs |      | 81250650009 | Neckarsulm   | ⊙        | 0,0           | 29. Apr. 2010 |
| Legende für Naturdenkmal                                  |      |             |              |          |               |               |

## Einzelgebilde (END)
| Name                          | Bild | Kennung     | Einzelheiten | Position | Fläche Hektar | Datum         |
| ----------------------------- | ---- | ----------- | ------------ | -------- | ------------- | ------------- |
| 1 Linde, sog. „Sieger-Linde“  | BW   | 81250650006 | Neckarsulm   | ⊙        | 0,0           | 18. Juli 1986 |
| 1 Speierling                  | BW   | 81250650001 | Neckarsulm   | ⊙        | 0,0           | 18. Juli 1986 |
| 1 Walnussbaum (Juglans regia) | BW   | 81250650007 | Neckarsulm   | ⊙        | 0,0           | 29. Apr. 2010 |
| 2 Rosskastanien mit Feldkreuz | BW   | 81250650010 | Neckarsulm   | ⊙        | 0,0           | 29. Apr. 2010 |
| Legende für Naturdenkmal      |      |             |              |          |               |               |